# Хмель Олександр Омелянович
Олександр Омелянович Хмель (1904 — 1998) — радянський військовий діяч, політпрацівник, генерал-лейтенант. Депутат Верховної Ради УРСР 4-го скликання.

## Життєпис
Народився у 1904 році в селі Каменєво (тепер у Льговському районі Курської області РФ) у селянській родині. Українець
З 1926 по 1928 рік служив у Червоній армії.
Член ВКП(б) з 1926 року.
З 1933 року — в Червоній армії на військово-політичній роботі.
У 1940 — червні 1941 року — начальник політичного відділу (комісар) Ленінградської Червонопрапорної піхотної військової школи імені Кірова у місті Оранієнбаумі біля Ленінграду.
Учасник німецько-радянської війни з 1941 року. З грудня 1941 до квітня 1942 року — військовий комісар 189-ї стрілецької дивізії. У 1942 році — член Військової ради Невської групи військ Ленінградського фронту. З грудня 1942 до грудня 1943 року — член Військової ради 67-ї армії. З грудня 1943 по 1944 рік — заступник начальника Політичного управління Ленінградського фронту. У червні 1944 — 1945 року — член Військової ради 42-ї армії Ленінградського та 2-го Прибалтійського фронтів.
Після війни — на військово-політичній роботі у Радянській армії.
У грудні 1957 — вересні 1959 року — член Військової ради — начальник Політичного управління Бакинського округу Протиповітряної оборони (ППО). 
З 1959 року — завідувач кафедри партійно-політичної роботи і основ військової освіти Військово-політичної академії імені Леніна; заступник начальника Військово-політичної академії імені Леніна.
Потім — у відставці (на пенсії) у Москві.

## Звання
- батальйонний комісар
- бригадний комісар
- полковий комісар
- полковник
- генерал-майор (23.11.1943)
- генерал-лейтенант (18.02.1958)

## Нагороди
- два ордени Червоного Прапора (10.02.1943, 1943)
- орден Кутузова ІІ ст. (29.06.1945)
- два ордени Вітчизняної війни І ст. (21.02.1944, 6.04.1985)
- медаль «За оборону Ленінграда» (1943)
- медаль «За перемогу над Німеччиною у Великій Вітчизняній війні 1941—1945 рр.»
- медалі